# Валнере, Антра
Антра Валнере (латыш. Antra Valnere; род. 1967, урожденная Далберга) — латышская шашистка, неоднократная чемпионка и призёр чемпионатов Латвии по международным и по русским шашкам. Участница чемпионатов мира (2001, 2017, 2019) и Европы (2000, 2002, 2004, 2008, 2016), Всемирных интеллектуальных игр 2008 года (женщины, 64), открытого чемпионата Голландии 2005 года (мужской турнир).

## Биография
Мастер Всемирной федерации шашек среди женщин.
Входит в тройку лучших игроков-женщин сборной Латвии по шашкам вслед за Зоей Голубевой и Олесей Абдуллиной.
Её творчество изучается во втором выпуске сборника «Теория и практика шашечной игры», выпущенном в Санкт-Петербурге под редакцией А. А. Напреенкова.
Из Юрмалы.